# Pamela Rooke
Pamela Rooke, também conhecida como Jordan e Jordan Mooney (Seaford, 23 de junho de 1955 – 3 de abril de 2022) foi uma modelo e atriz, conhecida por seu trabalho com Vivienne Westwood e na butique Sex em King's Road, em Londres, nos anos 1970. 
Seu estilo, de cabelo platinado e bufante com maquiagem escura ao redor dos olhos, se tornaria um ícone conhecido do cenário punk de Londres. No começo da carreira dos Sex Pistols, Rooke participou de várias de suas apresentações. Junto de Johnny Rotten, Soo Catwoman e Siouxsie Sioux, Rooke criou o estilo punk londrino imitado no mundo todo.
Aos 14 anos, em sua cidade natal, ela adotou o nome Jordan.

## Biografia
Rooke nasceu na cidade costeira de Seaford, em 1955. Era a filha mais nova de Stanley e Linda Rooke. Foi a mãe e seu senso inspirado para a moda como costureira que primeiro a motivou a testar diferentes estilos e tecidos. Na escola, foi capitã do time de hóquei no Seaford Head Secondary e dizia já não ter interesse nos caprichos de suas colegas, que só queriam 'casar e ter filhos'.
Aos 18 anos, foi expulsa do ensino médio depois de aparecer com um corte de cabelo vermelho e rosa afiado, fortemente influenciada pelo estilo avant garde de David Bowie. Ela então se mudou para Londres, onde conseguiu emprego na loja de departamentos Harrods, em Knightsbridge. Alguns anos depois, Rooke trabalhava na butique Sex, em Chelsea, onde se vendia roupas de fetiches como bondage, sendo uma das lojas mais faladas da época. A loja era propriedade de Vivienne Westwood e Malcolm McLaren, e foi uma figura central na criação da banda Sex Pistols em meados dos anos 1970.
Por volta dessa época, ela foi a agente da banda Adam and the Ants, casando-se com o guitarrista, Kevin Mooney, em 1980. Por causa dessa união, Vivienne Westwood a demitiu da Sex. Com a banda, Rooke chegou a atuar como vocalista na canção "Lou" (sobre Lou Reed) para a rádio BBC 1 e depois cantou a mesma música em apresentações ao vivo da banda em 1977 e 1978, quando deixou a banda. No começo da década de 1980, tornou-se agente da banda Wide Boy Awake, onde Mooney era o então guitarrista. O casamento, entretanto, durou pouco. Eles se divorciaram em 1984.
O vício em drogas após o divórcio de Mooney porém, ficou fora de controle e ela se viu retornando para sua cidade natal e seus gatos. Ela se recuperou na fazenda de sua irmã, trabalhando com os animais e levando seus gatos para competições especializadas. Gostando do trabalho com animais, Rooke se formou enfermeira veterinária e passou a trabalhar em uma clínica em Beechwood pelos próximos 30 anos.
Como atriz, Rooke trabalhou no filme de estreia de Derek Jarman, Sebastiane (1976), e foi protagonista de seu filme seguinte, Jubilee (1978). Em 1976, Rooke pode ser vista na primeira apresentação ao vivo na televisão dos Sex Pistols, em agosto de 1976.
Em 2019, Rooke publicou sua autobiografia, Defying Gravity: Jordan's Story, em coautoria com Cathi Unsworth.

## Morte
Rooke morreu em 3 de abril de 2022, aos 66 anos, em sua cidade natal, devido a um colangiocarcinoma, um tumor maligno raro nos ductos biliares.

## Mídia
Pamela Rooke será retratada em Pistol, uma minissérie em homenagem aos Sex Pistols dirigida por Danny Boyle. A artista é interpretada pela atriz Maisie Williams, e a obra deve ser lançada pelo canal FX em maio de 2022.